# Alamara Nhassé
 (juin 2023).
Si vous disposez d'ouvrages ou d'articles de référence ou si vous connaissez des sites web de qualité traitant du thème abordé ici, merci de compléter l'article en donnant les références utiles à sa vérifiabilité et en les liant à la section « Notes et références ».
Alamara Ntchia Nhassé, née le 2 juin 1957, est une femme politique bissau-guinéenne.
Elle a été premier ministre de la Guinée-Bissau du 9 décembre 2001 au 17 novembre 2002.
Nhassé est actuellement président du Parti de la réconciliation nationale et a dirigeait auparavant le Parti du renouveau social (PRS).

## Biographie
Nhassé est un expert agricole, qui a été formé à Cuba et en Union soviétique. Après que le candidat du PRS, Kumba Yala, a été élu président, Nhassé a été nommé ministre de l'Agriculture, des Eaux, des Forêts et de la Chasse dans le gouvernement formé le 19 février 2000. Plus tard, dans le gouvernement formé le 25 janvier 2001, elle devient ministre de l'Agriculture et de la Pêche. Sous le Premier ministre Faustino Imbali, il devient ministre de l'Intérieur après la destitution d'Artur Sanhá le 29 août 2001. Après qu'Imbali ait également été démis de ses fonctions, Nhassé l'a remplacé au poste de Premier ministre le 9 décembre 2001. Le 15 janvier 2002, le congrès du parti du PRS l'a élu président du parti. Une crise gouvernementale mit alors fin à son mandat et força la dissolution de son gouvernement. Nhassé a démissionné de son poste de président du PRS le 15 novembre 2002, et deux jours plus tard, Mário Pires a été nommé pour succéder à Nhassé au poste de Premier ministre.
Lors de l'élection présidentielle de 2005, Nhassé a soutenu le candidat João Bernardo Vieira. Après l'élection de Vieira, Nhassé a appelé Carlos Gomes Júnior à démissionner de son poste de Premier ministre; Gomes Junior a ensuite perdu sa base parlementaire après que 14 des 45 délégués parlementaires du PAIGC de Gomes aient quitté le parti.
Nhassé est actuellement président du Parti de la réconciliation nationale. Il n'a remporté aucun siège aux élections législatives de 2008 et il a accepté la défaite de son parti.